# Irvin Buckwalter Horst
Irvin Buckwalter Horst (* 31. Mai 1915 im Lancaster County; † 23. April 2011 in Harrisonburg) war ein US-amerikanischer Historiker.

## Leben
Er schloss 1939 die damalige Eastern Mennonite School mit einem ThB-Abschluss in Bibelwissenschaft und Theologie ab; außerdem erwarb er einen BA-Abschluss vom Goshen College (1949), einen MA von der University of Pennsylvania (1951) und einen Doctor theologiae von der Universität Amsterdam (1966). Er lehrte von 1955 bis 1966 mennonitische Geschichte und englische Literatur am Eastern Mennonite College. Von 1967 bis 1985 war er Professor für mennonitische Geschichte an der Universität Amsterdam und besetzte einen neu geschaffenen Lehrstuhl.

## Schriften (Auswahl)
- A ministry of goodwill. A short account of Mennonite relief 1939–1949. Akron 1950, OCLC 1055438414.
- A bibliography of Menno Simons, ca. 1496–1561. Dutch reformer, with a census of known copies. Nieuwkoop 1962, OCLC 1171488403.
- Anabaptism and the English Reformation to 1558. Nieuwkoop 1966, OCLC 43427150.
- The radical Brethren. Anabaptism and the English reformation to 1558. Neiuwkoop 1972, ISBN 90-6004-292-1.